# 让河乡
让河乡，是中华人民共和国河南省平顶山市鲁山县下辖的一个乡镇级行政单位。

## 行政区划
让河乡下辖以下地区：
让东村、让西村、东辛村、邓西村、石佛寺村、余流村、马圪塔村、老东村、邓东村、赵楼村、袁寨村、老西村、头道庙村、红岗村、方山村、陈楼村、江寨村、陈圪塔村、尹村、平高城村、黑石头村、碱场村、赊沟村、江河村、北沟村和稻谷田村。

## 名胜古迹
- 空军鲁山航空展览馆